# Nerdrum Station
Nerdrum Station (Nerdrum stasjon eller Nerdrum holdeplass) er en jernbanestation, der ligger i byområdet Fetsund i Fet kommune på Kongsvingerbanen i Norge. Stationen, der er oprettet i 1932, består af et spor og en perron af træ med et rødmalet læskur, der ligeledes er af træ, samt en parkeringsplads.
Stationen betjenes af lokaltog mellem Asker og Kongsvinger.